# Pierre-Antoine Donnet
Pierre-Antoine Donnetm dödd 11 augusti 1953 är fransk journalist, som är mest känd för sina rapporter från Kina och Tibet och om förföljelsen av den tibetanska befolkningen. Han har varit stationerad i Kina och Japan.

## Publikationer
- Tibet mort ou vif, 1990
- Le Japon achète le monde, 1991
- Tibet, des journalistes témoignent (medförfattare:  Guy Privat, Jean-Paul Ribes), 1992
- Tibet: Survival in Question, Zed Books, 1994
- Le choc Europe/Asie, 1998
- Le Japon, la fin d'une économie, 2000
- Cabu en Chine, 2000